# Zygonychidium gracile
Zygonychidium gracile är en trollsländeart som beskrevs av John Lindley 1970. Zygonychidium gracile ingår i släktet Zygonychidium och familjen segeltrollsländor. IUCN kategoriserar arten globalt som akut hotad. Inga underarter finns listade i Catalogue of Life.